# U–168
Az U–168 tengeralattjárót a német haditengerészet rendelte a brémai Deutsche Schiff und Maschinenbau AG-től 1940. augusztus 15-én. A hajót 1942. szeptember 10-én vették hadrendbe. Pályafutása során három hajót süllyesztett el. Tagja volt a Távol-Keleten és az Indiai-óceánon vadászó Monszun csoportnak.

## Pályafutása
Első járőrútjára 1943. május 18-án indult Kielből. Az Atlanti-óceán északi részén cserkészett, de a 71 nap alatt nem sikerült elsüllyesztenie semmit. Második útján a Távol-Keletre indult, és 1943. október 2-án elsüllyesztette a Haiching nevű brit teherhajót Bombay közelében. Végül a penangi német bázison kötött ki. Harmadik járőrútján, Ceylontól délnyugatra három torpedóval elsüllyesztett egy brit haditengerészeti segédhajót, majd egy görög és egy norvég teherhajót. Utolsó útjára 1944. október 5-én indult, másnap Jáva keleti felének közelében hajózva a Zwaardvisch holland tengeralattjáró torpedóval megsemmisítette. A legénység 23 tagja meghalt, 27 életben maradt.

## Az Epaminondas C. Embiricos elsüllyesztése
1944. február 15-én 18 óra 15 perckor az U–168 torpedója eltalálta a Colomból Maputóba tartó Epaminondas C. Embiricos görög kereskedelmi gőzhajó bal oldalát. A lövedék nem robbant fel. A hajó maximum sebességgel, 10 csomóval, cikk-cakkban próbált menekülni. Negyedóra múlva feltűnt a felszínen úszó U–168, amely fedélzeti légvédelmi gépágyújával perceken át lőtte a görög hajót, amely, habár fel volt szerelve fegyverekkel, nem viszonozta a tüzet. A motort leállították, és a legénység megkezdte a hajó elhagyását. Este kilenc órakor a búvárhajó egy közelről indított torpedóval elsüllyesztette a teherszállítót. A görög hajósok közül négyen eltűntek. Később az U–168 kikérdézte a mentőcsónakok utasait. A németek a kapitányt és a főgépészt magukkal vitték. Február 19-én egy szövetséges felderítő repülő felfedezte a mentőcsónakokat, és másnap két brit hadihajó kimentette őket. A tengeralattjáró március 11-én találkozott a Brake tankhajóval, és a két görög foglyot átadta.

## Kapitány
| Név          | Kezdőnap             | Zárónap          |
| ------------ | -------------------- | ---------------- |
| Helmuth Pich | 1942. szeptember 10. | 1944. október 6. |

## Őrjáratok
| Indulás | Indulónap        | Érkezés | Zárónap            |
| ------- | ---------------- | ------- | ------------------ |
| Kiel    | 1943. március 9. | Lorient | 1943. május 18.    |
| Lorient | 1943. július 3.  | Penang  | 1943. november 11. |
| Penang  | 1944. február 7. | Batávia | 1944. március 24.  |
| Batávia | 1944. október 5. | *       | 1944. október 6.   |

* A tengeralattjáró nem érte el úti célját, elsüllyesztették

## Elsüllyesztett és megrongált hajók
| Dátum             | Hajó neve                | Nemzetisége        | Brt  |
| ----------------- | ------------------------ | ------------------ | ---- |
| 1943. október 2   | Haiching                 | Egyesült Királyság | 2183 |
| 1944. február 14. | HMS Salviking*           | Egyesült Királyság | 1440 |
| 1944. február 15. | Epaminondas C. Embiricos | Görögország        | 4385 |
| 1944. február 21. | Fenris**                 | Norvégia           | 9804 |

* A brit haditengerészet segédhajója

** A hajó nem süllyedt el, csak megrongálódott